# Ignaz Bösendorfer
Ignaz Bösendorfer, né en 1794 ou 1796 à Vienne et mort le 14 avril 1859 dans la même ville, est un facteur de pianos autrichien, fondateur d'une firme qui porte  son nom.

## Biographie
Ignaz Bösendorfer naît le 27 juillet 1794, ou le 28 juillet 1796 à Vienne,,.
Il commence sa carrière comme apprenti chez le facteur de pianos Joseph Brodmann. Il fonde une firme qui porte son nom, en 1828, et qui est reprise par son fils Ludwig, en 1859.
Après que Franz Liszt a commencé à utiliser les instruments de Bösendorfer, son entreprise acquiert une renommée internationale, et Bösendorfer est officiellement reconnu par l'empereur d'Autriche comme fabricant impérial de pianos en 1830.
Il meurt le 14 avril 1859 dans sa ville natale,.